# Mýto
Mýto (niem. Mauthdorf) − miasto w Czechach, w kraju pilzneńskim.
Według danych z 1 stycznia 2024, liczba mieszkańców miasta wynosi 1594 osoby (939. miejsce w kraju wśród miejscowości; 541. miejsce wśród miast).
W mieście znajduje się przystanek kolejowy Mýto.

## Demografia
| Rok             | 1970  | 1980  | 1991  | 2001  | 2008  | 2016  | 2024  |
| --------------- | ----- | ----- | ----- | ----- | ----- | ----- | ----- |
| Liczba ludności | 1 640 | 1 497 | 1 382 | 1 403 | 1 440 | 1 518 | 1 594 |

Źródło: Czeski Urząd Statystyczny